# Muñotello (kommunhuvudort)
Muñotello är en kommunhuvudort i Spanien.   Den ligger i provinsen Provincia de Ávila och regionen Kastilien och Leon, i den centrala delen av landet, 110 km väster om huvudstaden Madrid. Muñotello ligger 1 156 meter över havet och antalet invånare är 106.
Terrängen runt Muñotello är huvudsakligen kuperad, men åt nordost är den platt. Muñotello ligger nere i en dal. Runt Muñotello är det mycket glesbefolkat, med 5 invånare per kvadratkilometer. Närmaste större samhälle är Muñana, 5,8 km norr om Muñotello. Trakten runt Muñotello består i huvudsak av gräsmarker.